# Kostel svatého Jiljí (Chropyně)
Kostel svatého Jiljí je římskokatolický kostel v obci Chropyně ve Zlínském kraji nedaleko Kroměříže. Jde o farní kostel farnosti Chropyně. Jedná se o jednolodní stavbu se středověkým jádrem přestavěnou ve 2. polovině 18. století v barokním (josefínském) stylu. V roce 1876 byla k lodi přistavěna mariánská kaple a patrová sakristie. Kostel je chráněn jako kulturní památka České republiky.

## Historie
Kostel nechal postavit olomoucký biskup Maxmilián z  Hamiltonu v letech 1761–1772. K pozdně románskému jádru z poloviny 13. století byla přistavěna loď se zvonicí a sakristií.  Stavbu projektoval biskupský architekt Ignác Josef  Cyrani z Bolleshausu. Kostel posvětil arcibiskup Colloredo-Waldsee 10. září 1780. V roce 1876 byla podle projektu Gustava Meretty k východní straně přistavěna kaple Panny Marie Lurdské a rozšířena kruchta. Původně kostel obklopoval také hřbitov, na kterém se pochovávalo do roku 1814.
Kostelní klenbu původně zdobily stropní malby z konce 18. století, které vytvořil F. Přeček z Přerova. Na výjevech bylo zachyceno vítání Panny Marie sv. Annou, klanění pastýřů malému Ježíškovi a příchod Tří králů do Betléma. Během času byly natolik poškozeny, že při přemalbě interiéru v roce 1967 bylo rozhodnuto o jejich odstranění. Zachována zůstala jen malba vítání Panny Marie v kapli. Na barokní výzdobě kostela se podílel také sochař František Ondřej Hirnle.
Původní varhany z roku 1844 od firmy Antonín Hanačík ve Zlíně byly v roce 1942  nahrazeny novým nástrojem vyrobeným firmou Josef Melzer v Kutné Hoře. Pro nevyhovující stav byly v roce 1996 odstraněny a v roce 1999 byly pořízeny digitální varhany značky Viscount. Ve věži kostela byl až do roku 1900 zavěšen zvon, který byl ulit v roce 1530. Je uložen v Moravské galerii v Brně. 

## Popis
Budova kostela se nachází ve středu obce v sousedství zámku, bezprostředně u silnice č. 436 mezi Kojetínem a Přerovem. Na vydlážděném  prostranství před kostelem je parkoviště, na jehož pravé straně stojí velké kamenné sochy sv. Cyrila, sv. Metoděje a mezi nimi Kristus na kříži. Plastiky pocházejí z konce 19. století. Na průčelí kostela vedle hlavního vchodu je u zdi instalován velký dřevěný kříž.
Kostel je orientovaná podélná jednolodní stavba se šikmo odsazeným presbytářem čtvercového půdorysu. Z jižní strany na presbytář navazuje čtyřboká patrová sakristie s oratoří. K severní boční zdi hlavní lodi je přistavěna mariánská kaple se segmentovým zakončením. Západnímu průčelí s nevýrazným rizalitem dominuje hranolová věž zastřešená helmicí. Délka kostela je 25 m, šířka 10 m; výška věže je 16 m. Na jižní straně průčelí se nachází otevřená zděná brána, kterou se vchází na chodník vedoucí do sakristie a bočnímu vchodu do kostela.

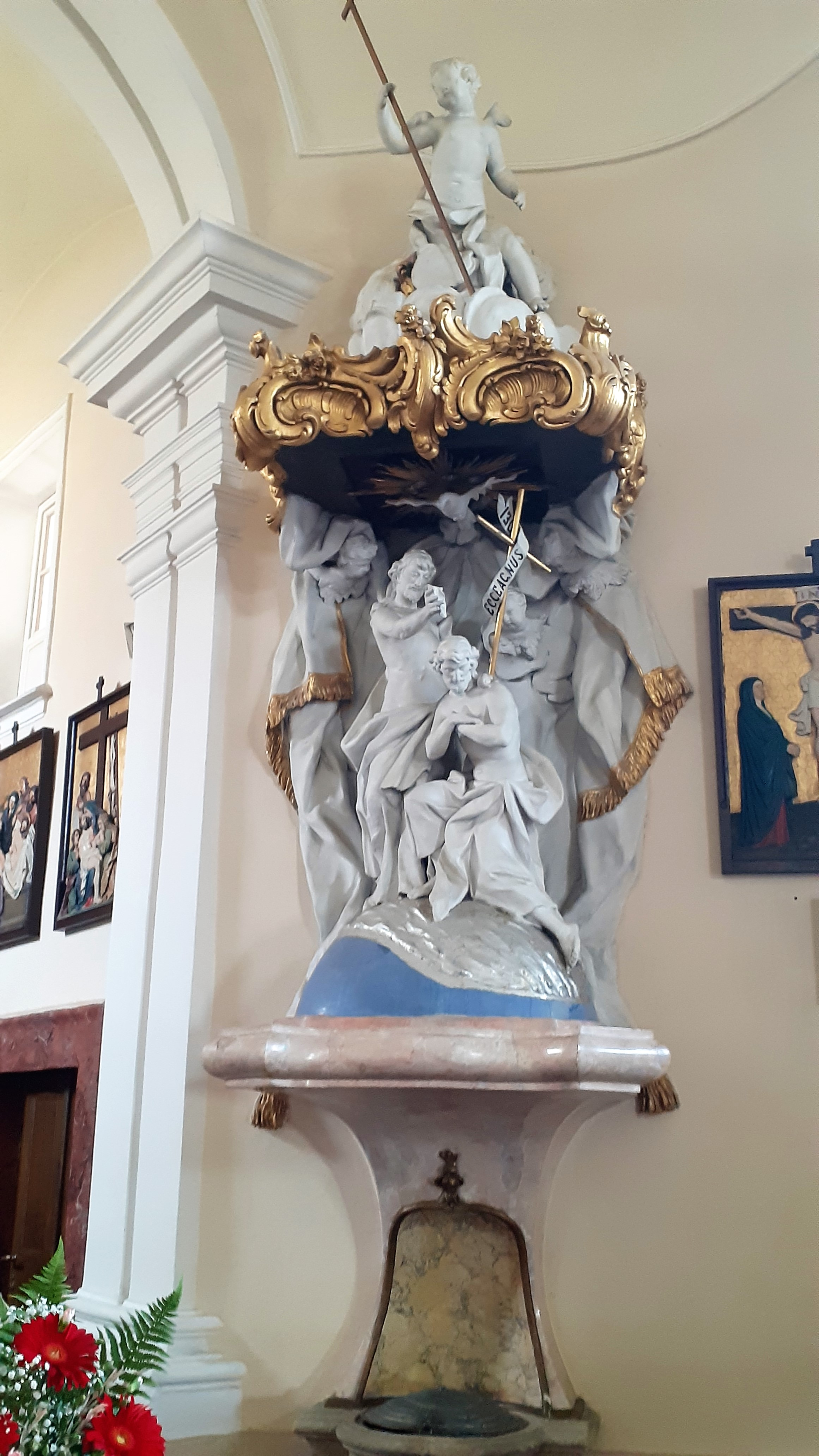
Křtitelnice se sochami Ježíše a Jana Křtitele v životní velikosti

Hlavní vstup do kostela tvoří pravoúhlý portál s kamenným ostěním, nad kterým je prolomeno obdélné okno s odsazeným segmentovým záklenkem. Věž  má v horním patře z čelní strany prolomené okno s půlkruhovým záklenkem, po stranách navazuje štítové rozšíření. Boční strany věže mají malá kruhová okna. Zvon ve věži je ozdoben reliéfem archanděla Michaela a letopočtem 1829.
Mariánská kaple je přístupná na západní straně pravoúhlým vchodem s kamenným ostěním, na které bezprostředně navazuje segmentově zaklenuté okno. Střecha hlavní lodi je sedlová, nad presbytářem zvalbená, se sanktusníkem na hřebenu. Fasáda je členěna pilastry s římsovými hlavicemi, mezi kterými jsou prolomena široká okna.
Presbytář je zaklenut plackou, sakristie a oratoř mají plochý strop. Loď kostela je zaklenutá dvěma poli valené klenby, od presbytáře ji odděluje silně stlačený segment vítězného oblouku. Nad jeho záklenkem se nachází štuková kartuš se znakem biskupa Maxmiliána Hamiltona.  V západní části lodi je kruchta nesená mohutnými pilíři a podklenutá nízkou valenou klenbou s výsečemi. Do prostoru vyložený parapet spočívá na volutových konzolách.
Hlavní oltář s novodobým svatostánkem zdobí obraz patrona kostela z roku 1932 od Adolfa Hellera. Po stranách oltáře jsou sochy sv. Mikuláše a sv. Prokopa od F. O. Hirnleho, pocházející z 2. poloviny 18. století. K ozdobám interiéru patří kazatelna s baldachýnovou stříškou a skupinou andílků a křtitelnice se sousoším Kristova křtu. Křížová cesta na bočních stěnách lodi pochází z roku 1907 a jejím autorem je řezbář Vratislav Buk.